# Al dente

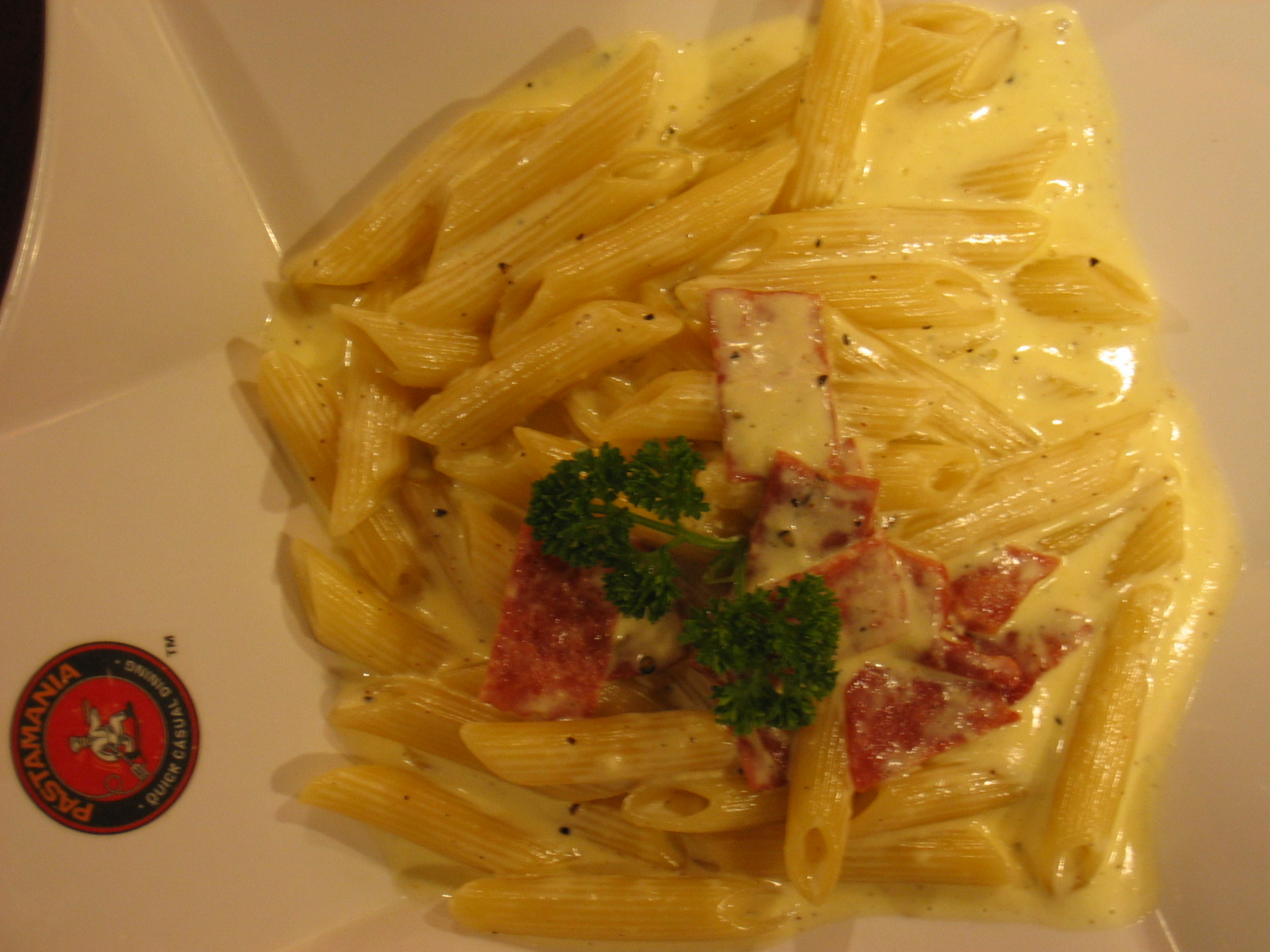
Penne al dente

En gastronomia es denomina al dente a l'estat de cocció de la pasta (i ocasionalment de l'arròs) que, estant cuita, ofereix alguna resistència (fermesa) en ser mossegada. La pasta queda ferma però no dura. La denominació prové de l'italià, en el qual l'expressió significa precisament a la dent. Pot aplicar-se per extensió a les verdures cuites, que han de quedar "cruixents" - o almenys oferir alguna resistència quan són mossegades. És sovint considerada la forma ideal de cocció de la pasta; en qualsevol cas fa que la pasta es mantingui ferma, sent això especialment important en els plats de pasta "al forno" (al forn). No ha de confondre's l'expressió amb el fet que la pasta (o qualsevol altre ingredient) hagi de "pegar-se en les dents", entenent-se d'aquesta manera l'expressió just al contrari, atès que d'aquesta forma resultaria que la pasta està excessivament bullida.